# 藓茎景天
藓茎景天（学名：Sedum dugueyi），又名藓状景天（植物分类学报），是景天科景天属的植物，是中国的特有植物。分布在中国大陆的四川等地，生长于海拔2,040米至3,600米的地区，目前尚未由人工引种栽培。